# Șipkovița, Pernik
Șipkovița (în bulgară Шипковица) este un sat în comuna Trăn, regiunea Pernik,  Bulgaria. 

## Demografie
Componența etnică a satului Șipkovița
     Bulgari (100%)
     Nicio identificare (0%)
     Altele (0%)
La recensământul din 2011, populația satului Șipkovița era de 4 locuitori. Din punct de vedere etnic, toți locuitorii erau bulgari.